# 92. østlige længdekreds
Den 92. østlige længdekreds (eller 92 grader østlig længde) er en længdekreds, der ligger 92 grader øst for nulmeridianen. Den løber gennem Ishavet, Asien, det Indiske Ocean, det Sydlige Ishav og Antarktis.